# 23680 Kerryking
23680 Kerryking este un asteroid din centura principală de asteroizi.

## Descriere
23680 Kerryking este un asteroid din centura principală de asteroizi. A fost descoperit pe 3 aprilie 1997 la Socorro, New Mexico, în cadrul proiectului LINEAR. Asteroidul prezintă o orbită caracterizată de o semiaxă mare de 2,41 ua, o excentricitate de 0,12 și o înclinație de 3,0° în raport cu ecliptica.